# Bukovyna Airlines
Bukovyna Airlines, também conhecida como Bukovyna Aviation Enterprise, foi uma companhia aérea de fretamento ucraniana com sede em Tchernivtsi, operando voos fretados de passageiros saindo do Aeroporto Internacional de Tchernivtsi.

## História
A empresa aérea foi fundada em 1999.
Em 2013, a Bukovyna foi uma das duas companhias aéreas ucranianas que sofreram sanções impostas pelo Governo dos Estados Unidos. A Bukovyna Airlines foi atingida por sanções porque estava arrendando sua aeronave McDonnell Douglas MD-80, fabricada nos Estados Unidos, para as companhias aéreas iranianas Mahan Air e Iran Air. As próprias companhias aéreas iranianas estavam sob sanção do governo dos Estados Unidos.
Em fevereiro de 2021, as autoridades ucranianas revogaram a licença operacional da companhia aérea, encerrando todas as operações.

## Frota
Em setembro de 2020, a frota da Bukovyna Airlines consistia nas seguintes aeronaves :
| Aeronaves               | Total | Notas |
| ----------------------- | ----- | ----- |
| McDonnell Douglas MD-82 | 1     |       |
| Total                   | 1     |       |

### Frota Histórica
A Bukovyna Airlines também operou as seguintes aeronaves:
- Boeing 737-500[6]
- British Aerospace BAe 146-300[6]
- Fokker 100[6]
- McDonnell Douglas MD-83[6]
- McDonnell Douglas MD-88[6]